# Polínia

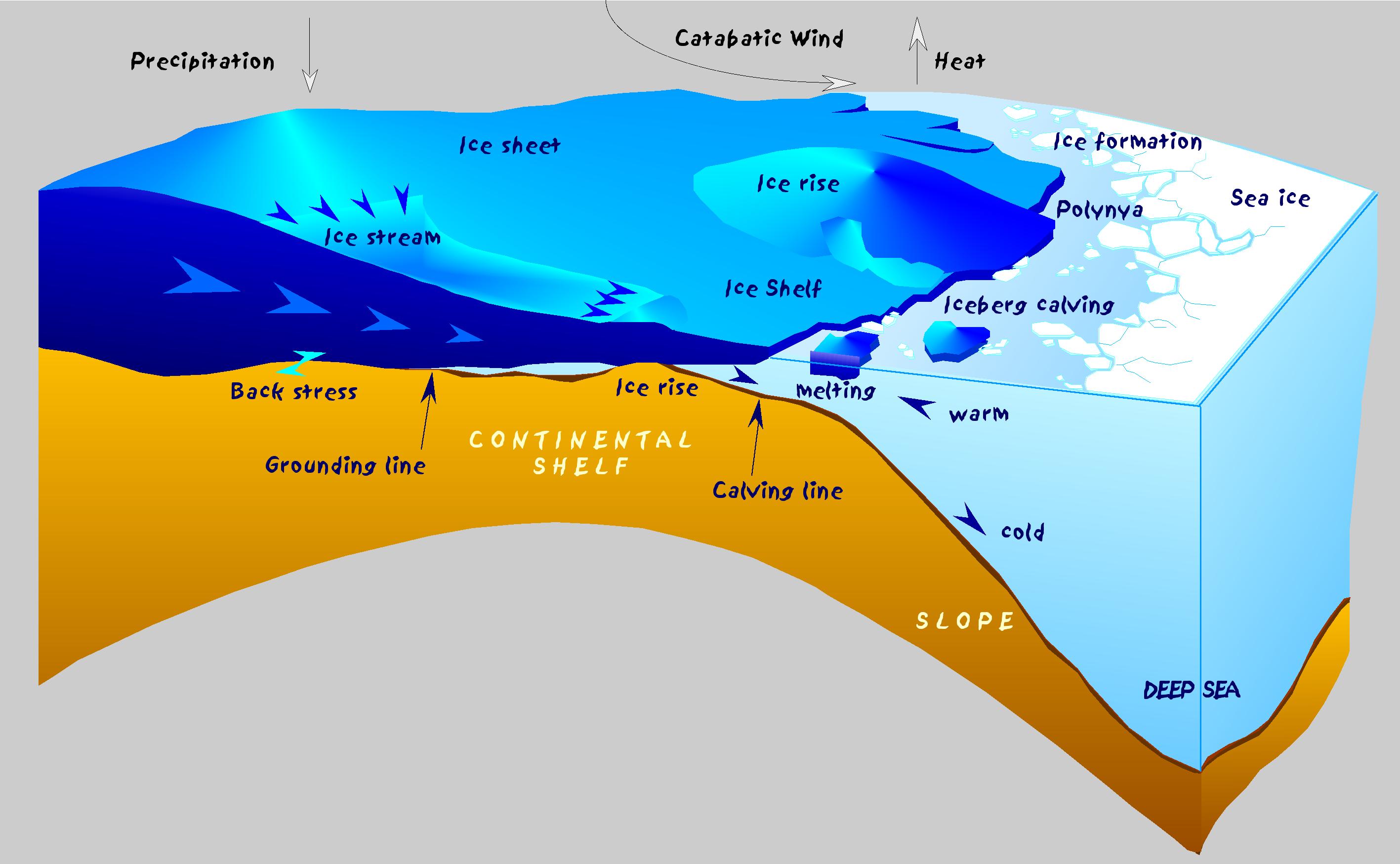
Diagrama dels processos glacials. Les polínies costaneres de l'Antàrtida es produeixen per l'acció dels vents catabàtics.

Una polínia és un espai obert d'aigua envoltat per glaça marí. Avui dia s'utilitza com a terme geogràfic per descriure les zones de mar localitzades a les regions de l'Àrtic o de l'Antàrtida que romanen sense glaçar-se durant bona part de l'any. El terme deriva de la paraula russa полынья (polinià), que designa un forat en el gel, i que va ser adoptat al segle xix pels exploradors polars per a descriure les porcions de mar navegables lliures de gel.

## Formació

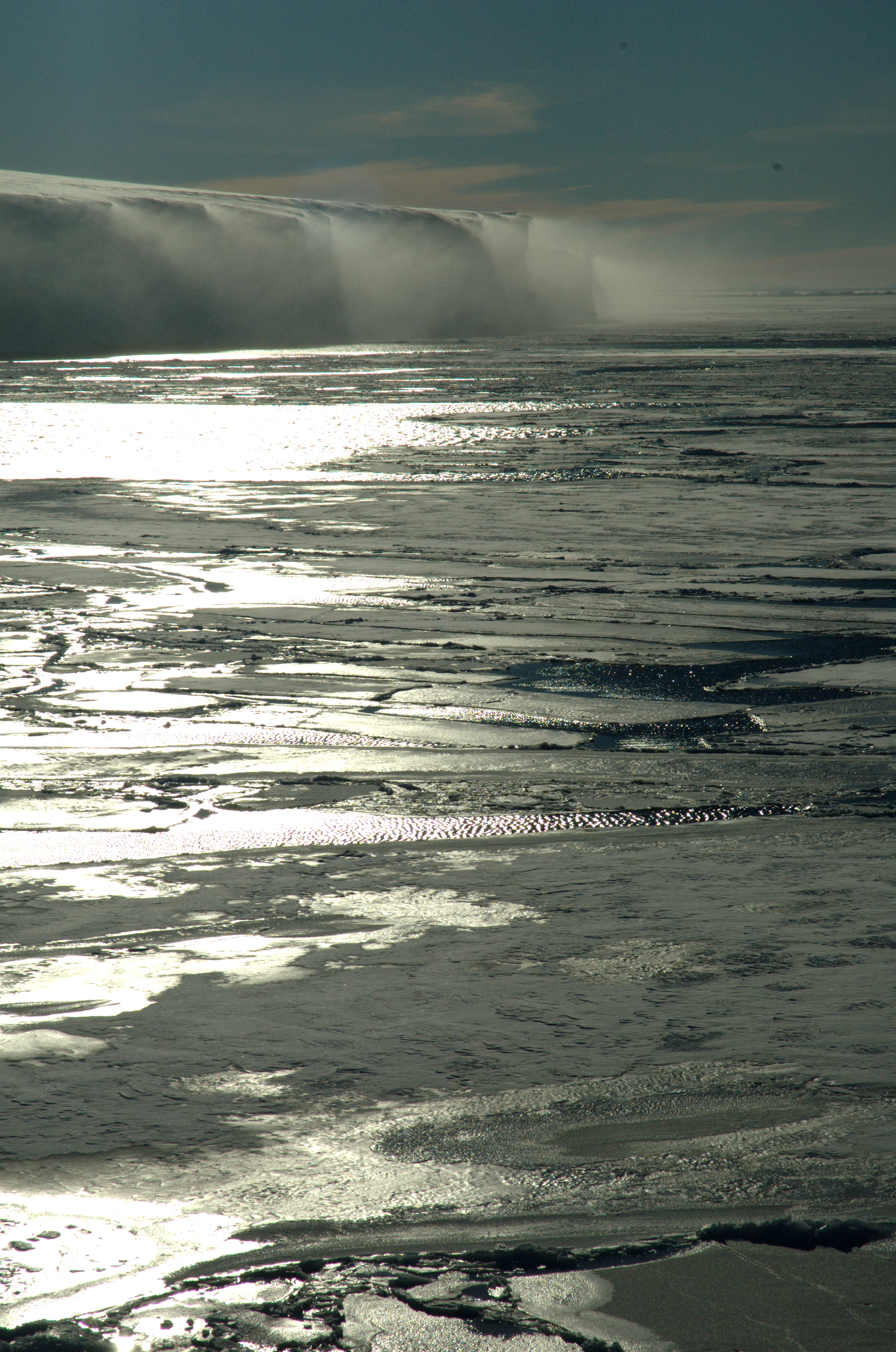
El vent catabàtic vessant cap a fora una plataforma de gel.

Les polínies es formen fonamentalment de dues maneres: 
- mitjançant un procés termodinàmic, que es produeix quan la temperatura de la superfície de l'aigua no arriba mai al punt de congelació. Això pot ser degut a la surgència en una regió d'aigua calenta, fet que redueix la producció de gel i que pot fins i tot aturar-la per complet. Aquest tipus de polínia s'anomena polínia sensible a la calor (en anglès, «sensible heat polynya»).
- per un procés catabàtic, per l'acció del vent catabàtic o dels corrents oceànics, que actuen per portar el gel fora de la frontera fixa de gel permanent. Aquest segon tipus de polínia (s'anomena de vegades polínia de calor latent) es forma inicialment quan la capa de gel del primer any a la deriva és impulsada lluny de la costa, el que deixa deixa un espai d'aigües obertes en la formació del gel nou. Aquest gel nou és llavors també arrossegat pel vent cap a la barrera de gel del primer any; quan arriba a la barrera, el gel nou es consolida dins de la barrera de gel del primer any. La polínia de calor latent és la regió d'aigües obertes compresa entre la costa i la borsa de gel a la deriva del primer any.

Les polínies de calor latent són regions d'alta producció de gel i, per tant, són llocs d'alta densitat de producció d'aigua dolça a les dues regions polars. L'elevada taxa de producció de gel en aquestes polínies deixa una gran quantitat de salmorra de rebuig a les aigües superficials. Aquesta aigua salada s'enfonsa i després es barreja, amb la possibilitat de formar noves masses d'aigua. És una qüestió oberta el fet de si les polínies de l'Àrtic tenen la capacitat de produir la quantitat d'aigua densa necessària per a conduir la circulació termohalina.

## Tipus de polínia
En la nomenclatura per al gel marí de l'Organització Meteorològica Mundial (OMM), es donen les següents definicions:
- polínia: qualsevol obertura de forma irregular tancada per gel. Les polínies poden contenir dins d'elles enderrocs de gel i/o estar cobertes amb gel nou, nilas o gel jove;
- polínia costanera («shore polynya»): polínia entre el «gel a la deriva» i la costa o entre el «gel a la deriva» i el «front de gel»;
- polínia esquerdada («flaw polynya»): polínia entre el «gel a la deriva» i el «gel fix».
- polínia recurrent («recurring polynya»): polínia que torna a aparèixer a la mateixa posició cada any.

## Ecologia

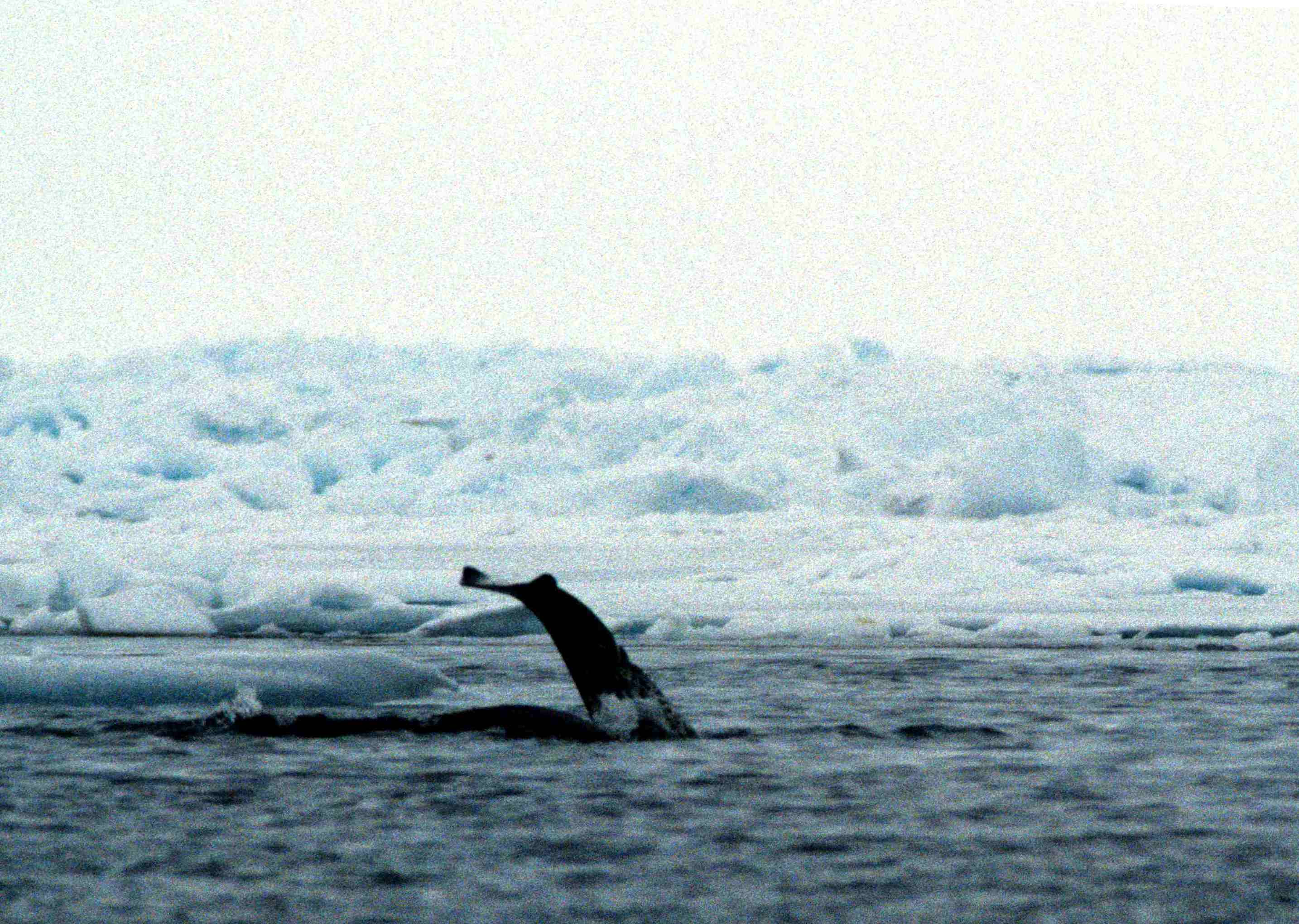
Immersió d'un narval en una polínia de la badia de Baffin.

Algunes polínies, com la polínia North Water al Canadà, es formen a nivell estacional a la mateixa hora i lloc cada any. Atès que els animals poden adaptar les seves estratègies de vida a aquesta regularitat, aquest tipus de polínies són d'especial importància en la investigació ecològica: durant l'hivern, alguns mamífers marins, com la morsa, el narval o la beluga, no emigren al sud i segueixen sobre d'elles.
A la primavera, la coberta de gel, molt prima o fins i tot absent, deixa passar la llum a través de la capa superficial tan aviat com acaba la nit hivernal, fet que desencadena la florida primerenca de microalgues que es troben a la base de la cadena alimentària marina. Per això es creu que les polínies són llocs en els que una intensa i primerenca producció d'herbívors planctònics garanteix la transferència de l'energia solar (cadena tròfica) fixada per les microalgues planctòniques al bacallà polar, pinnípedes, balenes i ossos polars.

## Altres usos del terme
- Polínia de Kane, un mar polar obert al voltant del pol nord que es creia que existia al segle xix.[3][4] La cerca d'aquest mar polar obert està relacionada i és comparable amb la del Pas del Nord-oest.[5]
- Illes Polynias, un petit grup d'illes baixes canadenques properes a l'illa Melville, a l'oceà Àrtic, pertanyents als Territoris del Nord-oest. Aquestes illes van ser descobertes per Francis Leopold McClintock (1819-1907) i, possiblement, van ser anomenades així per raó del mar de gel que va observar a l'interior del grup.[6]
- Llac Polynia, també a l'illa Melville, a Canadà.
- Polynia (vaixell): un buc aixafat en el mar de gel el 1891, rescatat pel creuer rus Aurora, i que és commemorat en la cançó tradicional de Terranova, Old Polina.